# Sanavastre
Sanavastre és una entitat de població del municipi cerdà de Das, situat a la dreta del torrent de la Valira, al marge esquerre del Segre. La seva església parroquial, dedicada a Sant Iscle, és romànica. El 2009 tenia 87 habitants.
El 2021 tenia 85 habitants.